# Clemente Montes
Clemente José Montes Barrhoilet, noto semplicemente come Clemente Montes (Vitacura, 25 aprile 2001), è un calciatore cileno, attaccante dell'Universidad Católica.

## Caratteristiche tecniche
È un'ala sinistra.

## Carriera

### Club
Cresciuto nel settore giovanile dell'Universidad Católica, debutta in prima squadra il 10 gennaio 2021 in occasione dell'incontro di Primera División pareggiato 1-1 contro il Curicó Unido.

### Nazionale
Il 27 marzo 2021 debutta con la nazionale cilena giocando l'amichevole vinta 2-1 contro la Bolivia.; sempre nel 2021 gioca poi altre 2 partite in nazionale, venendo anche convocato per la Coppa America.

## Statistiche
Statistiche aggiornate al 11 agosto 2022.

### Presenze e reti nei club
| Stagione        | Squadra              | Campionato      | Campionato | Campionato | Coppe nazionali | Coppe nazionali | Coppe nazionali | Coppe continentali | Coppe continentali | Coppe continentali | Altre coppe | Altre coppe | Altre coppe | Totale | Totale |
| Stagione        | Squadra              | Comp            | Pres       | Reti       | Comp            | Pres            | Reti            | Comp               | Pres               | Reti               | Comp        | Pres        | Reti        | Pres   | Reti   |
| --------------- | -------------------- | --------------- | ---------- | ---------- | --------------- | --------------- | --------------- | ------------------ | ------------------ | ------------------ | ----------- | ----------- | ----------- | ------ | ------ |
| 2020            | Universidad Católica | PD              | 9          | 1          | -               | -               | -               | -                  | -                  | -                  |             | -           | -           | 9      | 1      |
| 2021            | Universidad Católica | PD              | 12         | 1          | -               | -               | -               | CL                 | 4                  | 1                  | SS          | 1           | 0           | 12     | 1      |
| 2022            | Universidad Católica | PD              | 8          | 0          | -               | -               | -               | -                  | -                  | -                  | SS          | 1           | 0           | 9      | 0      |
| Totale carriera | Totale carriera      | Totale carriera | 29         | 2          |                 | 0               | 0               |                    | 3                  | 1                  |             | 1           | 0           | 35     | 3      |

### Cronologia presenze e reti in nazionale
| Cronologia completa delle presenze e delle reti in nazionale ― Cile | Cronologia completa delle presenze e delle reti in nazionale ― Cile | Cronologia completa delle presenze e delle reti in nazionale ― Cile | Cronologia completa delle presenze e delle reti in nazionale ― Cile | Cronologia completa delle presenze e delle reti in nazionale ― Cile | Cronologia completa delle presenze e delle reti in nazionale ― Cile | Cronologia completa delle presenze e delle reti in nazionale ― Cile | Cronologia completa delle presenze e delle reti in nazionale ― Cile |
| Data                                                                | Città                                                               | In casa                                                             | Risultato                                                           | Ospiti                                                              | Competizione                                                        | Reti                                                                | Note                                                                |
| ------------------------------------------------------------------- | ------------------------------------------------------------------- | ------------------------------------------------------------------- | ------------------------------------------------------------------- | ------------------------------------------------------------------- | ------------------------------------------------------------------- | ------------------------------------------------------------------- | ------------------------------------------------------------------- |
| 27-3-2021                                                           | Rancagua                                                            | Cile                                                                | 2 – 1                                                               | Bolivia                                                             | Amichevole                                                          | -                                                                   | 88’                                                                 |
| 8-12-2021                                                           | Austin                                                              | Messico                                                             | 2 – 2                                                               | Cile                                                                | Amichevole                                                          | -                                                                   | 65’                                                                 |
| 11-12-2021                                                          | Los Angeles                                                         | El Salvador                                                         | 0 – 1                                                               | Cile                                                                | Amichevole                                                          | -                                                                   | 66’                                                                 |
| Totale                                                              |                                                                     | Presenze                                                            | 3                                                                   |                                                                     | Reti                                                                | 0                                                                   |                                                                     |

## Palmarès

### Club

#### Competizioni nazionali
- Campionato cileno: 2

Universidad Católica: 2020, 2021
- Supercopa de Chile: 2

Universidad Católica: 2020, 2021